# 圣乔治修道院 (诺夫哥罗德)

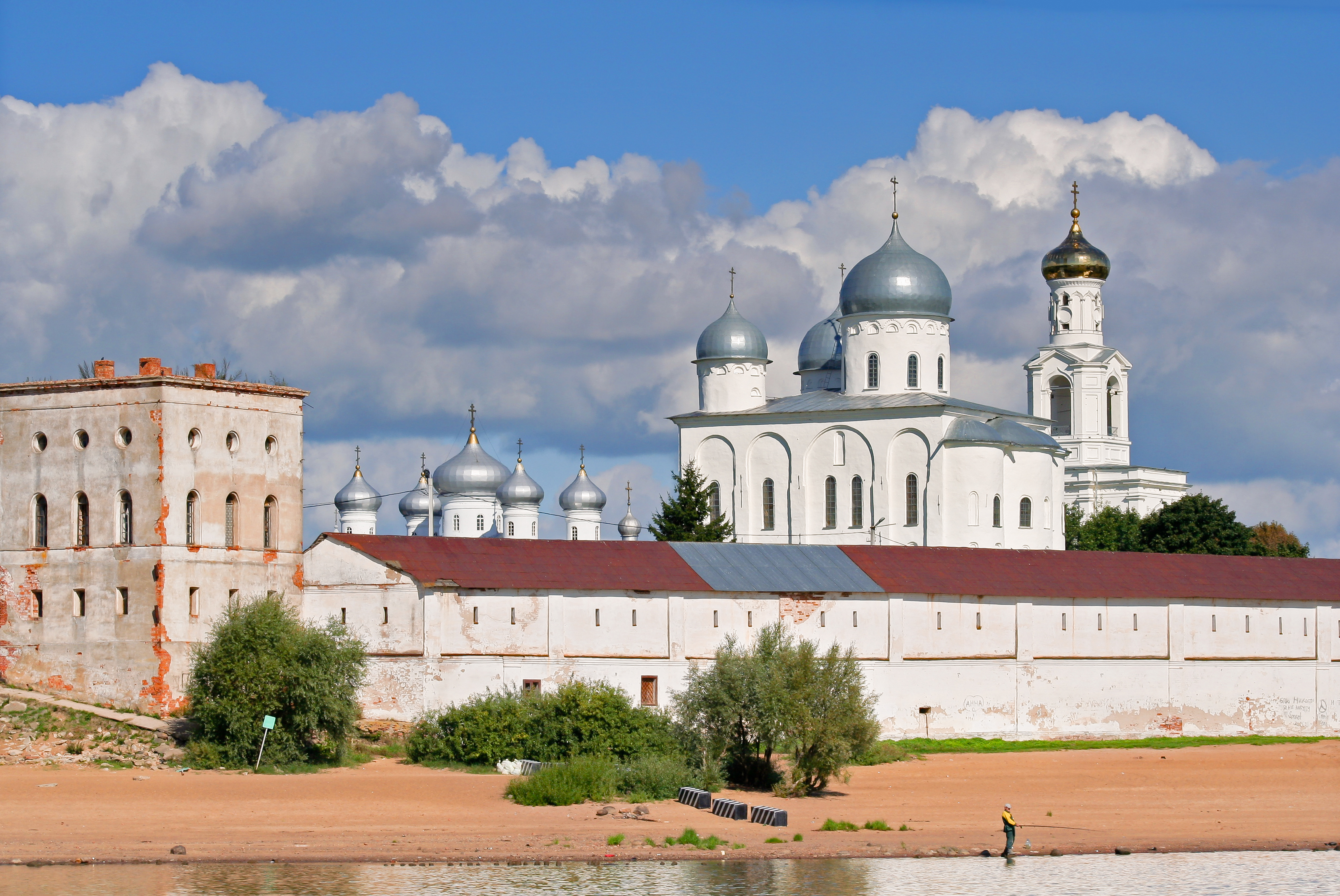
圣乔治修道院

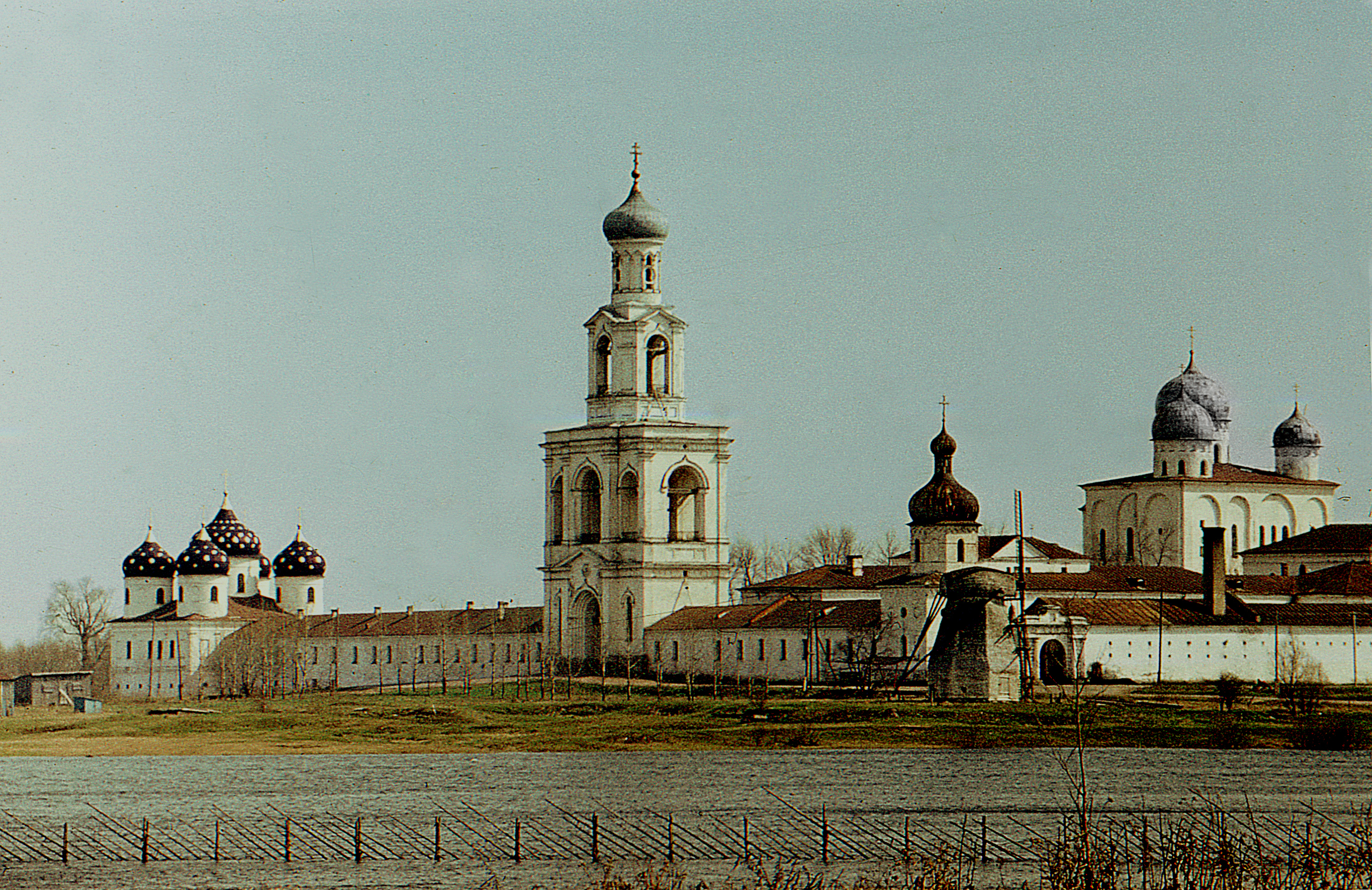
圣乔治修道院

圣乔治修道院（俄语：Юрьев монастырь）常被称为俄罗斯最古老的修道院。它位于诺夫哥罗德以南5公里，沃尔霍夫河左岸，靠近其汇入伊尔门湖处.该修道院曾经是中世纪诺夫哥罗德共和国最重要的修道院，现在是世界遗产“诺夫哥罗德的历史遗迹和周边地区”的一部分。
据传说，智者雅罗斯拉夫（教名乔治）在1030年建立了木制的修道院，而最早的信史记载是在1119年开始建造石砌的圣乔治教堂。
圣乔治修道院是诺夫哥罗德大公的埋葬地点。

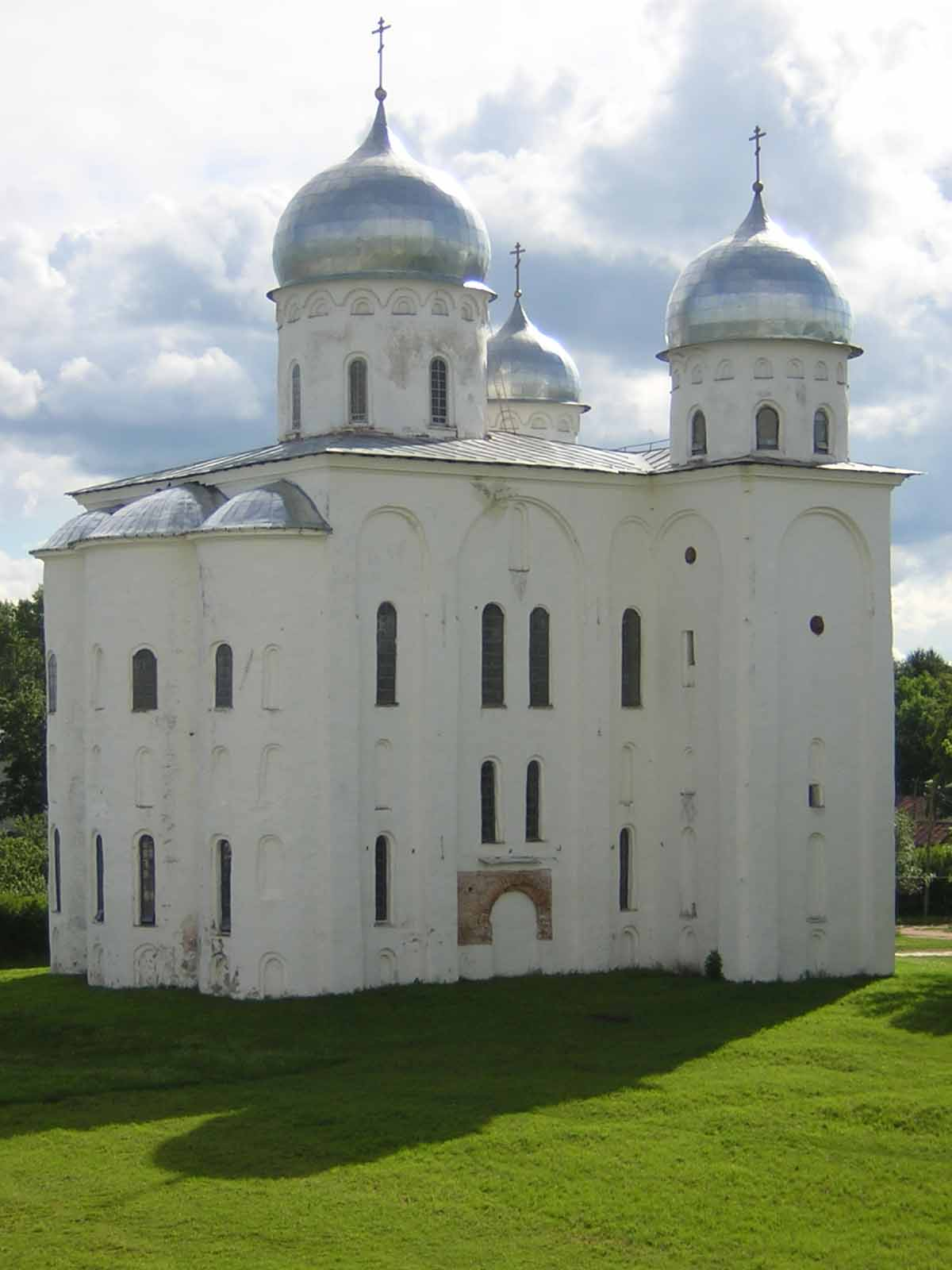

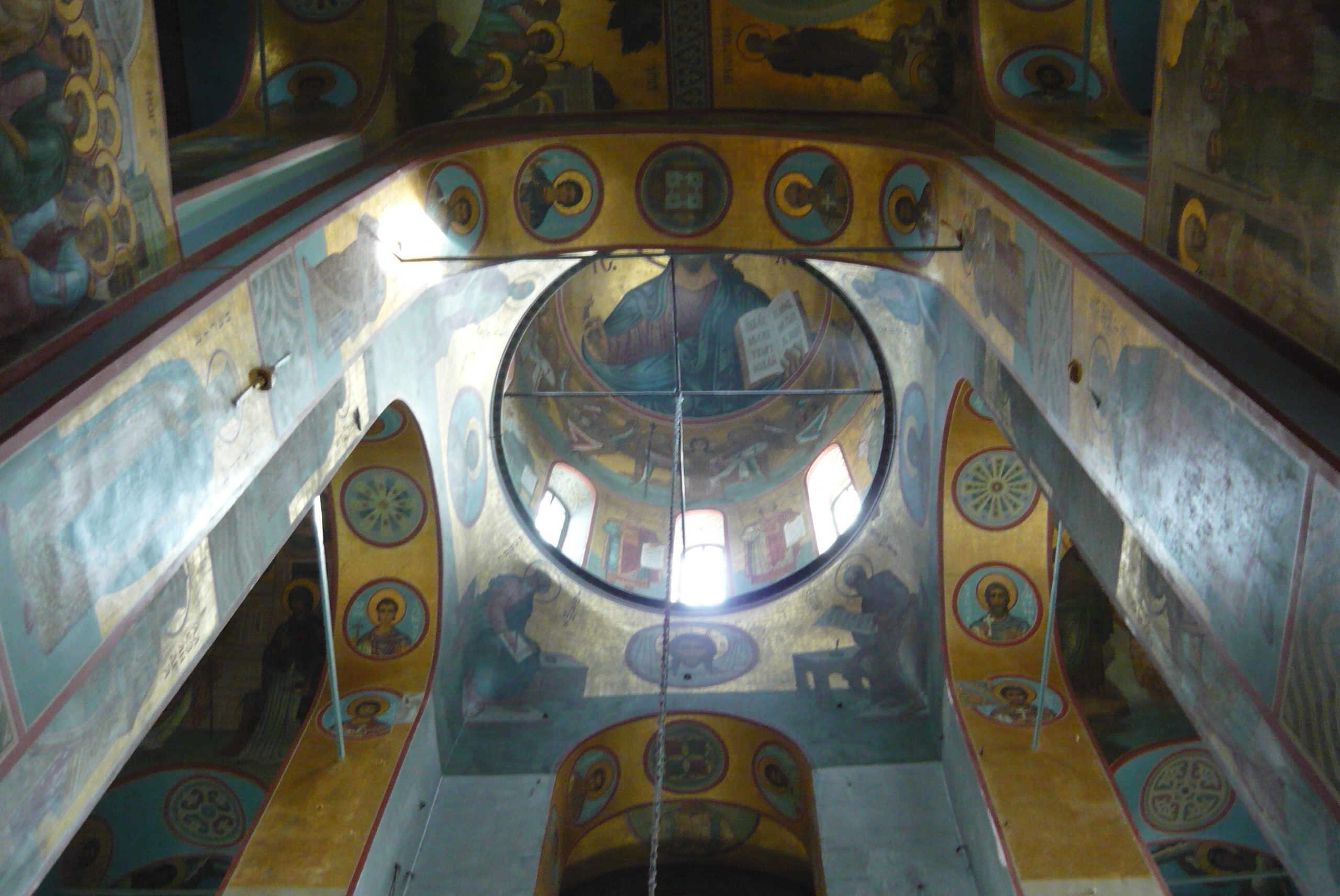

修道院在苏联统治期间遭到破坏。六个教堂中的五个都在1928年被摧毁。该修道院于1929年关闭。第二次世界大战期间，该建筑被德国和西班牙军队占领，严重受损。1991年修道院归还俄罗斯正教会，此后部分被修复，但西部，包括一座教堂，仍是一片废墟。

伊凡雷帝从该修道院抢走的一些圣像
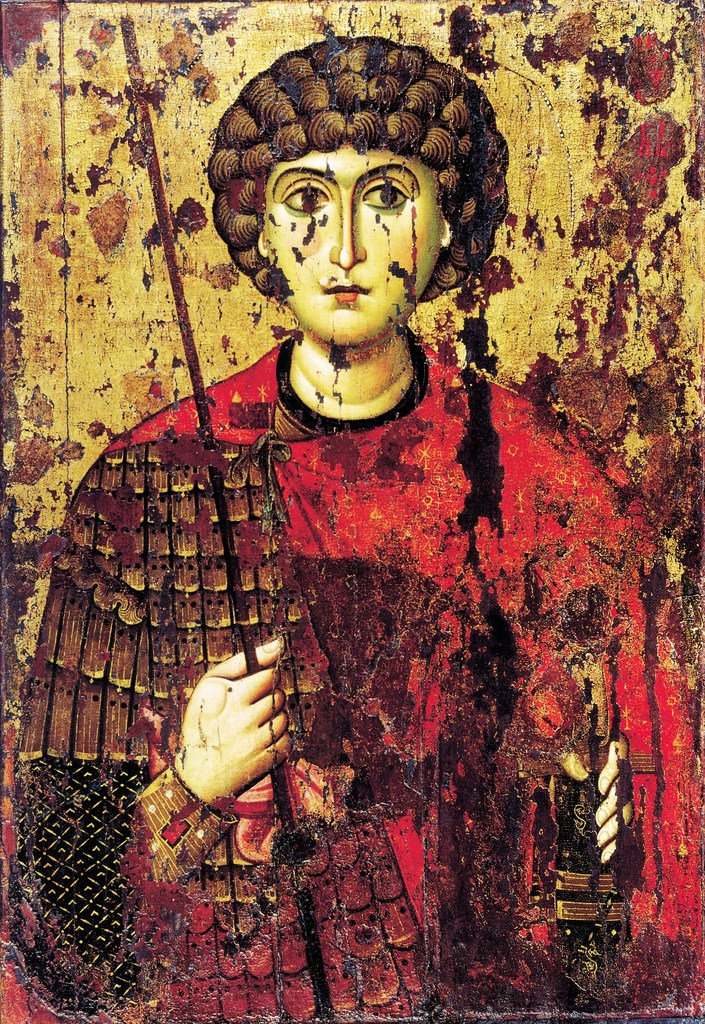
圣乔治，俄罗斯历史最悠久的圣像之一
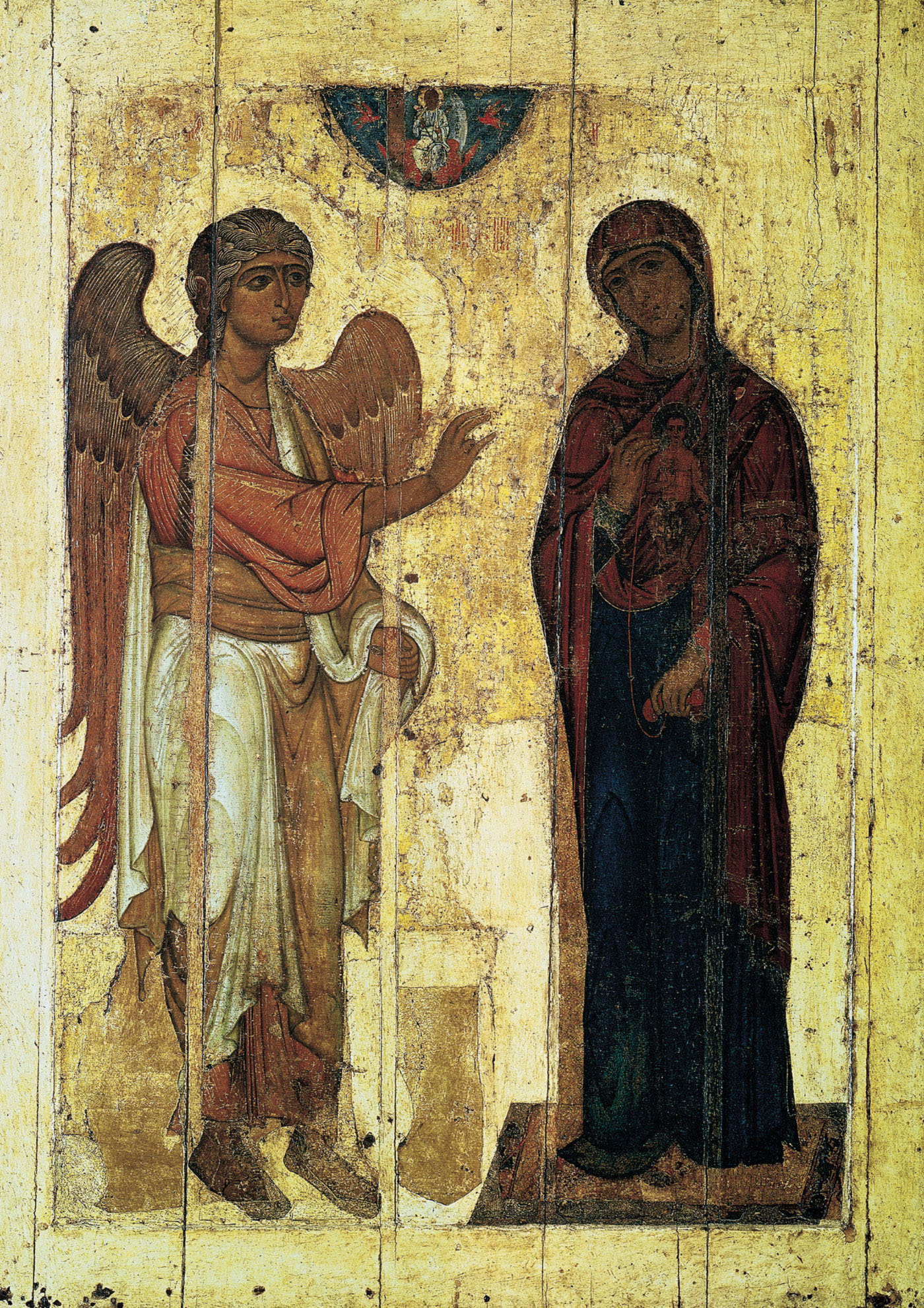
圣母领报
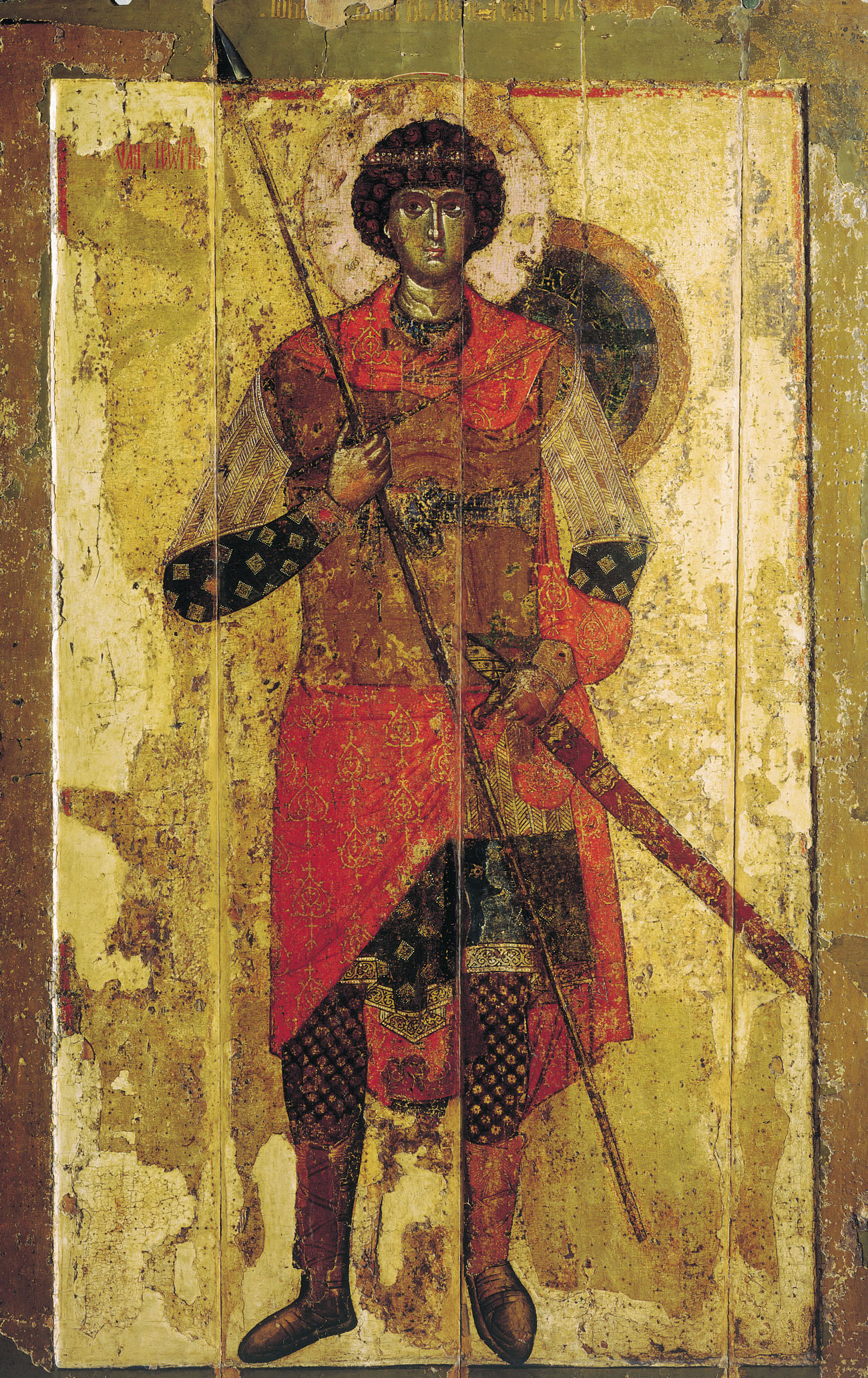
圣乔治